# Жул
Жул или Джул (древнетюркий: чол — степь) — название географической области в Жетысу, встречающееся в трудах путешественников IX—XIV вв. и записках мусульманских путешественников (Абу Фарад Кудама ибн Джафар ал-Басри, Абу-л-Ка-сим Убайдоллах ибн Хордад-бех, Рашид-ад-Дин). Жул упоминается при описании маршрутов путей из Западной Азии в Восточный Туркестан и Китай. Предполагается, что Жул некогда находился на территории города Бишкека и Аламединского района, о чем свидетельствуют обнаружили следы поселений и несторианских могильников. Арабский географ Абу Абдаллах Мухаммад аль-Идрис пишет, что от Ахсикета в Ферганской долине до перевала Каракол лежит шестидневный путь, от Каракола до Жула трехдневный. По сведениям Рашид ад-Дина, Жул расположен на юге Тарбагатая, с севера населен найманами, с юга — бури-тибетцами.